# Rujeib
Rujeib, en arabe : روجيب, est un village du gouvernorat de Naplouse en Palestine, situé à 3 km au sud-est de Naplouse, au centre de la Cisjordanie.
Selon le recensement du bureau central palestinien des statistiques, la localité compte une population de 5 964 habitants en 2017.